# Xung đột với động vật hoang dã
Xung đột giữa con người và động vật hoang dã (Human–wildlife conflict) hay còn gọi là xung đột với động vật hoang dã hay xung đột giữa con người và tự nhiên hoặc đơn giản là cuộc chiến người-thú đề cập đến sự tương tác mang tính cực đoan giữa động vật hoang dã và con người và xung đột này tác động tiêu cực đến con người (tính mạng, sức khỏe, tinh thần) cùng tài sản, của cải của con người (như gia súc, gia cầm, vật nuôi, mùa màng, nông trại, vườn cây, công trình, nhà cửa), cũng như tác động tiêu cực đến động vật hoang dã hoặc môi trường sống của chúng. Sự xung đột này diễn ra ra khi sự gia tăng dân số của con người chồng lấn lên lãnh thổ động vật hoang dã được thiết lập, tạo ra sự suy giảm tài nguyên hoặc cuộc sống cho một số người và/hoặc động vật hoang dã. Cuộc xung đột có nhiều hình thức khác nhau, từ việc gây tử vong, thương tích, hoảng sợ cho con người và vật nuôi và ở bên kia là động vật hoang dã vì cạnh tranh cho các nguồn tài nguyên khan hiếm để mất và suy thoái môi trường sống.
Các chiến lược quản lý xung đột trước đó bao gồm kiểm soát việc giết chóc, bảo tồn dịch chuyển, điều chỉnh quy mô dân số và bảo tồn các loài có nguy cơ bị tuyệt chủng. Các phương pháp quản lý gần đây cố gắng sử dụng nghiên cứu khoa học cho các kết quả quản lý tốt hơn, chẳng hạn như điều chỉnh, thanh đổi hành vi và giảm tương tác. Khi xung đột giữa con người và động vật hoang dã gây ra các chi phí trực tiếp, gián tiếp và cơ hội, việc giảm nhẹ xung đột con người-động vật hoang dã là một vấn đề quan trọng trong việc quản lý đa dạng sinh học và các khu bảo tồn.